# Eupithecia brunneicosta
Eupithecia brunneicosta là một loài bướm đêm trong họ Geometridae.